# Groß Pankow (Prignitz)
Groß Pankow (Prignitz) er en kommune i Landkreis Prignitz i den tyske delstat Brandenburg.

## Opdeling af kommunen
Kommunen er opdelt i 18 områder med i alt 39 landsbyer. 

(indbyggertal i parentes)
- Baek (260)
  - Strigleben (80)
- Boddin-Langnow
  - Boddin (167)
  - Heidelberg (45)
  - Langnow (71)
- Groß Pankow (585)
  - Luggendorf (41)
- Groß Woltersdorf (111)
  - Brünkendorf (24)
  - Klein Woltersdorf (59)
  - Gulow-Steinberg
  - Gulow (113)
  - Steinberg (49)
- Helle (41)
  - Groß Langerwisch (265)
  - Neudorf (40)
- Kehrberg (297)
- Klein Gottschow (102)
  - Guhlsdorf (62)
  - Simonshagen (40)
- Kuhbier (229)
- Kuhsdorf (137)
  - Bullendorf (58)
- Lindenberg (340)
- Tacken (112)
- Tangendorf-Hohenvier
  - Hohenvier (39)
  - Tangendorf (117)
- Tüchen (101)
  - Klenzenhof (44)
  - Reckenthin (133)
- Retzin (150)
  - Klein Linde (51)
  - Kreuzburg (32)
  - Rohlsdorf (77)
- Seddin (149)
- Vettin (110)
- Wolfshagen (308)
  - Dannhof (67)
  - Hellburg (51)
  - Horst (51)